# Buckminsterfullerene
Buckminsterfullerene  là một loại fullerene với công thức  C60. Nó có cấu trúc vòng cầu chì giống như cái lồng (icosahedron cắt ngắn) giống như một quả bóng đá (bóng đá), được làm bằng hai mươi hình lục giác và mười hai hình ngũ giác, với một nguyên tử carbon ở mỗi đỉnh của mỗi đa giác và liên kết dọc theo mỗi cạnh đa giác.

## Điều chế và đặc điểm bề ngoài
Nó được tạo ra lần đầu tiên vào năm 1984 bởi Eric Rohlfing, Donald Cox và Andrew Kaldor  bằng cách sử dụng tia laser để hóa hơi carbon trong chùm tia heli siêu âm. Năm 1985, công việc của họ được lặp lại bởi  Harold Kroto, James R. Heath, Sean O'Brien, Robert Curl, và Richard Smalley tại Đại học Rice, người đã nhận ra cấu trúc của C60 as buckminsterfullerine.   Kroto, Curl và Smalley đã được trao giải thưởng Nobel về hóa học năm 1996 cho vai trò của họ trong việc phát hiện ra buckaxfullerene và lớp phân tử có liên quan, fullerene.
Buckminsterfullerene là fullerene tự nhiên phổ biến nhất. Nó có thể được tìm thấy với số lượng nhỏ trong bồ hóng. Phân tử đã được phát hiện trong không gian sâu.

## Từ nguyên
Những người phát hiện ra allotrope đã đặt tên cho phân tử newfound theo tên Buckminster Fuller, người đã thiết kế nhiều cấu trúc vòm trắc địa trông tương tự như C60. Tuy nhiên, điều này hơi sai lệch vì các vòm trắc địa của Fuller chỉ được xây dựng bằng cách chia thêm các hình lục giác hoặc hình ngũ giác thành hình tam giác, sau đó bị biến dạng bởi các đỉnh di chuyển ra ngoài để phù hợp với bề mặt của hình cầu [cần dẫn nguồn]. Một tên gọi chung, rút gọn của buckminsterfullerene là "buckyballs".

## Lịch sử

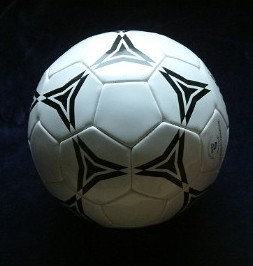
Nhiều quả bóng đá có cách sắp xếp đa giác giống như buckminsterfullerene, C_{60}.

Dự đoán lý thuyết về các phân tử buckyball xuất hiện vào cuối 1960s  và đầu những năm 1970,
nhưng những báo cáo này hầu như không được chú ý. Đầu những năm 1970, hóa học của các cấu hình carbon không bão hòa đã được nghiên cứu bởi một nhóm tại Đại học Sussex, dẫn đầu là Harry Kroto và David Walton. Vào những năm 1980, Smalley và Curl tại Đại học Rice đã phát triển kỹ thuật thử nghiệm để tạo ra các chất này. Họ đã sử dụng phương pháp hóa hơi bằng laser của một mục tiêu phù hợp để tạo ra các cụm nguyên tử. Kroto nhận ra rằng bằng cách sử dụng mục tiêu than chì, một loạt các cụm carbon có thể được nghiên cứu.
Đồng thời nhưng không liên quan đến công trình Kroto-Smalley, các nhà vật lý thiên văn đang làm việc với các nhà quang phổ học để nghiên cứu phát xạ hồng ngoại từ các ngôi sao carbon đỏ khổng lồ. Smalley và nhóm nghiên cứu đã có thể sử dụng kỹ thuật hóa hơi bằng laser để tạo ra các cụm carbon có khả năng phát ra tia hồng ngoại ở cùng bước sóng như được phát ra từ ngôi sao carbon đỏ. Do đó, nguồn cảm hứng đã đến với Smalley và nhóm sử dụng kỹ thuật laser trên than chì để tạo ra fullerene.
C60 được phát hiện vào năm 1985 bởi Robert Curl, Harold Kroto và Richard Smalley. Sử dụng laser bay hơi của than chì họ đã tìm thấy các cụm Cn (trong đó n>20 và thậm chí) trong đó phổ biến nhất C60 và C70. Một đĩa than chì quay rắn được sử dụng làm bề mặt mà carbon được hóa hơi bằng chùm tia laser tạo ra plasma nóng sau đó được truyền qua một luồng khí heli mật độ cao. Carbon loài sau đó được làm lạnh và ion hóa dẫn đến sự hình thành các cụm. Các cụm nằm trong khối lượng phân tử, nhưng Kroto và Smalley đã tìm thấy ưu thế trong cụm C60</ sub> có thể được tăng cường hơn nữa bằng cách cho phép plasma phản ứng lâu hơn. Họ cũng phát hiện ra rằng phân tử C60 tạo thành một cấu trúc giống như cái lồng, một cắt ngắn icosahedron.
Với phát hiện này, Curl, Kroto và Smalley đã được trao giải  Giải Nobel hóa học năm 1996.
Bằng chứng thực nghiệm, một đỉnh cực đại ở 720 đơn vị khối lượng nguyên tử, chỉ ra rằng một phân tử carbon với 60 nguyên tử carbon đang hình thành, nhưng không cung cấp thông tin cấu trúc. Nhóm nghiên cứu đã kết luận sau các thí nghiệm phản ứng, rằng cấu trúc rất có thể là một phân tử hình cầu. Ý tưởng nhanh chóng được hợp lý hóa làm cơ sở của một icosah thờ đối xứng cấu trúc lồng kín. Kroto đã đề cập đến các cấu trúc vòm trắc địa của nhà tương lai học và nhà phát minh nổi tiếng Buckminster Fuller như những ảnh hưởng trong việc đặt tên của chất đặc biệt này là buckminsterfullerene.
Năm 1989, các nhà vật lý Wolfgang Krätschmer, Konstantinos Fostiropoulos, và Donald R. Huffman đã quan sát thấy sự hấp thụ quang học bất thường trong các màng bụi carbon mỏng (bồ hóng). Các muội than đã được tạo ra bởi một quá trình hồ quang giữa hai than chì điện cực trong bầu khí quyển heli nơi vật liệu điện cực bay hơi và ngưng tụ tạo thành muội than trong bầu không khí dập tắt. Trong số các tính năng khác, phổ IR của bồ hóng cho thấy bốn dải rời rạc phù hợp với những dải được đề xuất cho C60.
Một bài báo khác về đặc tính và xác minh cấu trúc phân tử được tiếp tục trong cùng năm (1990) từ các thí nghiệm màng mỏng của họ, và cũng nêu chi tiết về việc chiết xuất một vật liệu hòa tan cũng như benzen từ bồ hóng tạo ra hồ quang. Chiết xuất này có phân tích tinh thể TEM và tia X phù hợp với các mảng của các phân tử hình cầu C60, khoảng 1,0 nm trong đường kính van der Waals  cũng như khối lượng phân tử dự kiến 720 u for C60 (và 840 u cho C70) trong khối phổ của chúng. Phương pháp này đơn giản và hiệu quả để chuẩn bị nguyên liệu theo số gram mỗi ngày (1990) đã thúc đẩy nghiên cứu fullerene và thậm chí ngày nay còn được áp dụng cho sản xuất thương mại fullerene.
Việc phát hiện ra các tuyến thực tế đến  C60  đã dẫn đến việc khám phá một lĩnh vực hóa học mới liên quan đến nghiên cứu fullerenes

## Tổng hợp

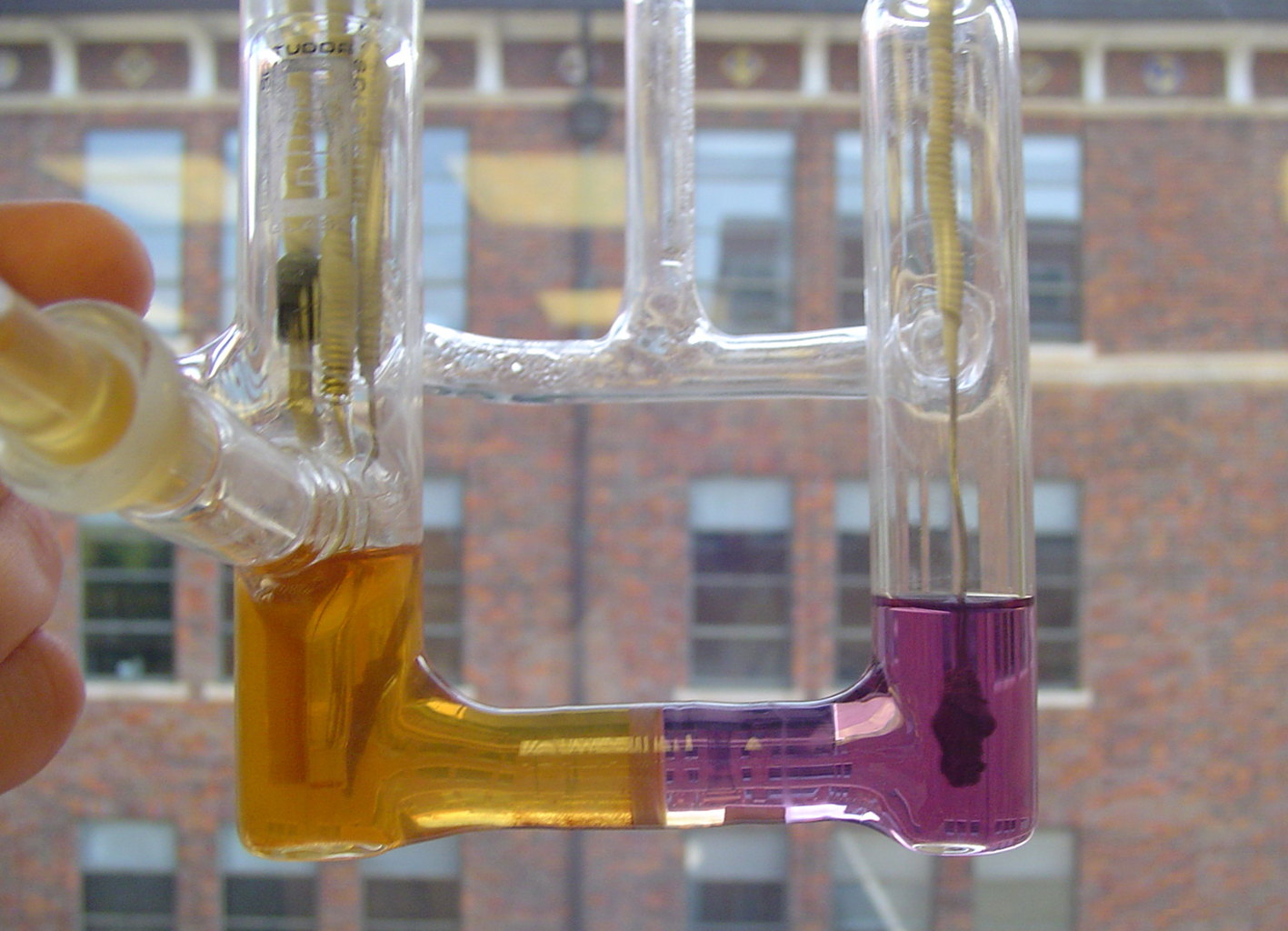
Điện phân chân không cao của một dẫn xuất fullrenne C_{60}. Khuếch tán chậm vào cực dương (bên phải) mang lại màu tím đặc trưng của C_{60} tinh khiết.

Bồ hóng được sản xuất bằng cách cắt laser bằng than chì hoặc nhiệt phân của các hydrocarbon thơm. Fullerenes được chiết xuất từ bồ hóng với dung môi hữu cơ bằng cách sử dụng Soxhlet extract. Bước của ông mang lại một giải pháp chứa tới 75% C60, cũng như các fullerenes khác. Các phân số này được phân tách bằng sắc ký. Thông thường, các fullerene được hòa tan trong hydrocarbon hoặc hydrocarbon halogen và được phân tách bằng các cột alumina.